# 437 î.Hr.

## Decese
- dată necunoscută: Pindar  (n. 522 î.Hr.)

## Legături externe
Materiale media legate de 437 î.Hr. la Wikimedia Commons